# Johannes Niessen (Maler)

Johannes Niessen

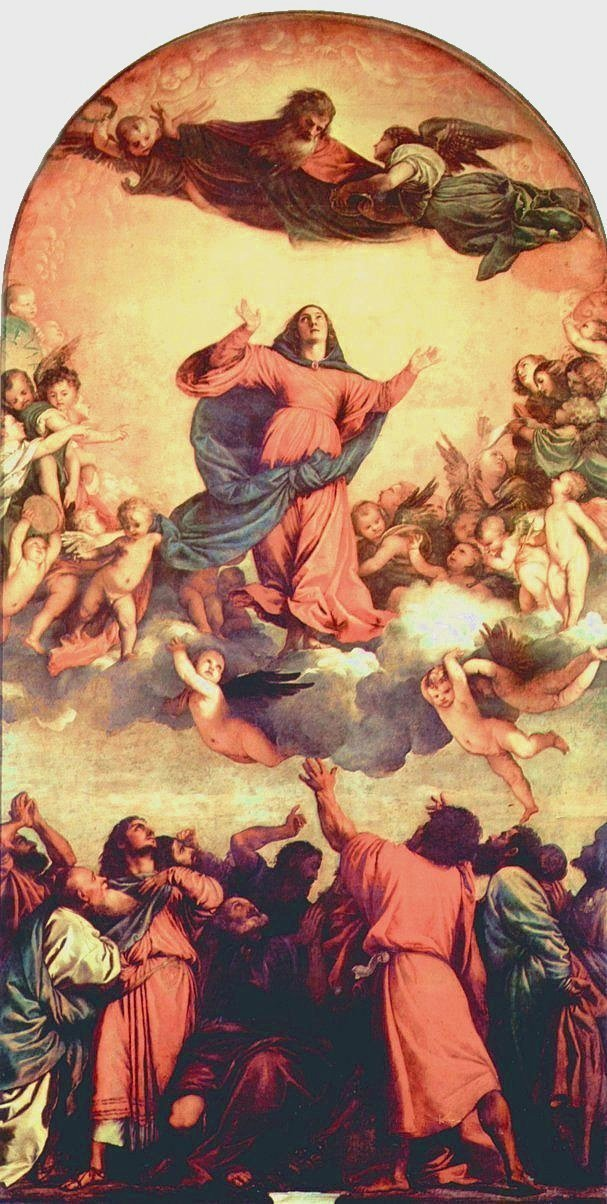
Tizians Himmelfahrt der Maria

Johannes Niessen (* 27. August 1821 in Köln; † 23. August 1910 ebenda) war ein deutscher Historienmaler der Düsseldorfer Schule.

## Leben
Niessen war Schüler des Kölner Lithografen Eduard Risse (1808–1875) und in den Jahren von 1843 bis 1847 Student an der Kunstakademie Düsseldorf, unter anderem bei Karl Ferdinand Sohn und Joseph von Keller, wo er 1846 mit einer Verstoßung der Cordelia (nach Shakespeares König Lear) auftrat, die nebst der bald folgenden Herodias mit dem Haupt Johannis des Täufers große Erwartungen in Bezug auf das Kolorit erregte. Nach einem kurzen Aufenthalt in Paris, wo er im Louvre Christi Grablegung von Tizian in einer Weise kopierte, die von großem Verständnis des Tizianschen Kolorits zeugte, ging er 1847 nach Venedig, wo er für die Düsseldorfer Akademie eine Kopie der berühmten Himmelfahrt der Maria von Tizian anfertigte.
Von Venedig aus ging er nach Florenz und Rom, kehrte 1850 mit reichen Studien nach Düsseldorf zurück und malte verschiedene Historienbilder. Von 1855 bis 1858 war Johannes Niessen Mitglied im Künstlerverein Malkasten.
1859 zog er nach Weimar, errichtete und leitete dort an der Kunstschule einen Aktsaal, nahm aber 1866 seinen Wohnsitz in Köln, wo er Professor und Leiter des Wallraf-Richartz-Museums war, um dessen Anordnung und Katalogisierung er sich sehr verdient machte. Er war Mitglied der Wiener Akademie.
Über 25 Jahre lang gab er begabten aber mittellosen Schülern kostenlos Kunstunterricht. In seinem sechzigsten Lebensjahr heiratete der katholische Niessen, die zwölf Jahre jüngere, aus einer Hamburger Kaufmannsfamilie stammende, evangelische Emma Bensiek. In seinem siebzigsten Lebensjahr begann eine Freundschaft mit dem damaligen evangelischen Pastor in Köln, Ludwig Schneller, mit dem er einen regen Austausch über den Inhalt der Bibel pflegte.